# Министерство по делам Бирмы
Министерство по делам Бирмы (англ. Burma Office) — структура Британской империи, осуществлявшая управление Британской Бирмой. Вплоть до 1947 года её возглавлял Министр по делам Индии и Бирмы, а затем, в течение нескольких месяцев — Министр по делам Бирмы.

## История
Изначально Бирма как колония входила в состав Британской Индии. В 1935 году был принят новый Акт об управлении Индией, в соответствии с которым в 1937 году она была выделена в отдельную колонию, а из Министерства по делам Индии было выделено Министерство по делам Бирмы. Несмотря на формальное разделение, оба министерства размещались в одном и том же здании, а возглавлял их один и тот же министр.
В 1947 году получили независимость Индийский Союз и Доминион Пакистан, и Министр по делам Индии и Бирмы стал просто Министром по делам Бирмы. Бирма отказалась становиться доминионом, и с 4 января 1948 года превратилась в независимое государство. Министерство по делам Бирмы было ливкидировано 3 января 1948 года, а его персонал был переведён в состав Министерства по делам Содружества.

## Министры по делам Индии и Бирмы, 1937—1947
| Имя                    | Начало         | Окончание       | Политическая партия |
| ---------------------- | -------------- | --------------- | ------------------- |
| Лоуренс Дандас-младший | 28 мая 1937    | 13 мая 1940     | Консервативная      |
| Лео Эмери              | 13 мая 1940    | 26 июля 1945    | Консервативная      |
| Фредерик Петик-Лоуренс | 3 августа 1945 | 17 апреля 1947  | Лейбористская       |
| Уильям Хэр             | 17 апреля 1947 | 14 августа 1947 | Лейбористская       |

## Министры по делам Бирмы, 1947—1948
| Имя        | Начало          | Окончание     | Политическая партия |
| ---------- | --------------- | ------------- | ------------------- |
| Уильям Хэр | 14 августа 1947 | 4 января 1948 | Лейбористская       |